# Wyrazów
Wyrazów est une localité polonaise de la gmina de Blachownia, située dans le powiat de Częstochowa en voïvodie de Silésie.